# 吉谷龍一
吉谷 龍一（よしや りゅういち、1917年 - 2000年4月25日)は、日本のシステム工学・経営学者。

## 略歴
東京出身。早稲田大学卒業、1981年「多段階流通システム論 流通ロジスティックスの総合的計画管理方式研究」で商学博士。茨城大学助教授、早稲田大学システム工学研究所教授。88年定年、名誉教授となる。1933年ころ相模湾でヨットに乗り、小型外洋艇おうりゅう号を所持。

## 著書
- 『生産計画と日程計画 OR手法の導入』日刊工業新聞社 1960
- 『日程の計画と管理』日刊工業新聞社 1962
- 『コンピューターによる生産管理』日刊工業新聞社 1964
- 『ワークデザイン システム設計の新手法』日刊工業新聞社 1965
- 『システム設計』日本経済新聞社（日経文庫） 1969
- 『システム設計の実際』日本経済新聞社（日経文庫） 1974
- 『ヨットの冒険 小型艇で海に挑んだ人びと』1975 中公新書
- 『ワークデザイン技法』日刊工業新聞社（経営生産実務シリーズ） 1981
- 『無在庫流通システム MRPからDRPへ』日刊工業新聞社 1982
- 『DRPとMRPの統合』日刊工業新聞社（経営生産実務シリーズ） 1985

### 共著編
- 『生産システム設計ハンドブック』編 日刊工業新聞社 1967
- 『オーダーエントリーシステム』中根甚一郎共著 日刊工業新聞社 1973
- 『MRPシステム コンピューター時代の新生産管理』中根甚一郎共著 日刊工業新聞社 1977
- 『システム設計法の基礎と理論 システム設計とシステム分析の統合』松田正一共編 泉文堂 1987

### 翻訳
- ジェラルド・ナドラー『理想システム設計 ワークデザインの新しい発展』東洋経済新報社（オペレーションズ・マネジメント・シリーズ）1969
- オリヴァ・ワイト『コンピューターは経営に役立っているのか』日刊工業新聞社 1977
- オリヴァ・ワイト『MRPによる生産管理』日刊工業新聞社 1979

## 論文
- <吉谷龍一